# Earl Theisen
Earl Theisen (...) è un fotografo statunitense.

## Biografia
Celebre fotografo di personaggi noti, lavorò per la rivista look, dove accompagnò ad un safari Ernest Hemingway e sua moglie  con un celebre servizio fotograficomentre per la Fox, scattò numerose foto che ritraevano Marilyn Monroe, una di esse fece scandalo all'epoca: la ragazza era nuda ma ricoperta da un sacco di patate.